# Cadet (raper)
Cadet, właśc. Blaine Cameron Johnson, (ur. 26 marca 1990 w Londynie, zm. 9 lutego 2019 w Betley) – brytyjski raper.
Karierę solową rozpoczął w 2015 roku, wydając szereg freestyle’ów na YouTube. Jego debiutancki projekt The Commitment został wydany w 2016 roku, a drugi, The Commitment 2, rok później. Popularność zyskał dzięki singlowi Advice z gościnnym występem Deno, który osiągnął 27. miejsce na liście UK Singles Chart.

## Kariera

### Gipset (2006-2014)
Muzyczny świat usłyszał o nim po raz pierwszy dzięki współpracy z formacją Gipset, założoną przez Krepta i Konana w 2006 roku. Często występował w filmach z ich freestyle'ami. W 2008 r. wydał swój pierwszy komercyjny mixtape pt. Are You Ready. Gipset zyskał większą popularność w social mediach w 2010 roku poprzez freestyle o życiu w londyńskim gangu. Grupa rozpadła się w 2013 roku po tym, jak Krept i Konan podpisał swój kontrakt nagraniowy, natomiast reszta członków zajęła się karierami solowymi.

### Kariera solowa (2015-2019)
Karierę solową rozpoczął w 2015 roku, wydając freestyle Slut na YouTube w lipcu. Został zauważony przez Link Up TV i zaproszony do udziału w ich serii freestyle’ów Behind Barz. Odcinek z jego udziałem został opublikowany 27 sierpnia 2015 r.
Debiutancka EPka Cadeta The Commitment ujrzała światło dzienne w 2016 roku, z gościnnym udziałem m.in. Konana, Donae'o i Tis Rome. W tym samym roku wydał singiel Letter to Krept, będącym wiadomością do swojego kuzyna Krepta, z którym w chwili wydania singla Cadet nie miał najlepszych relacji, oraz przedstawieniem ich wspólnej historii. W odpowiedzi na to, Krept opublikował piosenkę Letter to Cadet. Pod koniec 2016 r. ukazał się jeszcze singiel Corn, wykonany we współpracy z Big Tobzem. W 2017 roku wydano The Commitment 2, będące drugą EPką w dyskografii rapera. Można na niej usłyszeć gościnne występy m.in. Konana i Ghettsa.
29 sierpnia 2018 roku wydał singiel Advice we współpracy z Deno, który stał się jego pierwszą notowaną na listach piosenką, osiągając 27. miejsce na UK Singles Chart. Pierwotnie był to freestyle nagrany w samochodzie Cadeta, który pomógł spopularyzować piłkarz Dele Alli, udostępniając go w swojej relacji na Instagramie. Drugim notowanym singlem z udziałem rapera był Pumpy, który na liście UK Singles Chart osiągnął pozycję siedemdziesiątą. Ostatnim singlem wydanym za życia artysty był Trendy z udziałem Tion Wayne’a i Ay Ema, ujrzał światło dzienne w grudniu 2018 r.

## Życie prywatne
Był kuzynem rapera Krepta, znanego dzięki współpracy w duecie z Konanem. W dzieciństwie spędzali ze sobą wiele czasu. W wieku 15 lat przeszedł na islam.

## Śmierć
9 lutego 2019 roku Cadet wraz z trzema znajomymi był w drodze na koncert w Keele University, gdy taksówka Toyota Prius, którą jechali, zderzyła się z Vauxhallem Combo w miejscowości Betley, około 8 kilometrów od miejsca koncertu. Zginął na miejscu.
Wiadomość o jego śmierci wstrząsnęła brytyjską sceną hip-hopową. 10 lutego 2019 r. Krept zorganizował spotkanie ku pamięci Cadeta w londyńskim Hyde Parku, a raperzy Deno, Rapman (reżyser serialu Shiro's Story, w którym zagrał Cadet) Clue i Krept (wraz z Konanem) wydali piosenki na jego cześć.

## Dyskografia

### EPki
- The Commitment (2016)[3]
- The Commitment 2 (2017)[3]

## Filmografia
| Tytuł         | Rok  | Rola  | Uwagi         | Źródło |
| ------------- | ---- | ----- | ------------- | ------ |
| Shiro's Story | 2018 | Kyron | odcinek 2 i 3 | [ 28 ] |